# جوليان دوسن
جوليان دوسن (بالإنجليزية: Julian Dawson)‏ هو مغن مؤلف وكاتب ومؤلف وعازف قيثارة بريطاني، ولد في 4 يوليو 1954 في لندن في المملكة المتحدة.

## وصلات خارجية
- الموقع الرسمي
- جوليان دوسن على موقع ميوزك برينز (الإنجليزية)
- جوليان دوسن على موقع ديسكوغز (الإنجليزية)